# Vita & Virginia
Vita & Virginia ist ein irisch-britisches Filmdrama aus dem Jahr 2018 unter Regie von Chanya Button, die auch gemeinsam mit Eileen Atkins für das Drehbuch verantwortlich war. Der Film erzählt die wahre Geschichte der Liebe und Freundschaft zwischen den beiden Schriftstellerinnen Vita Sackville-West, dargestellt von Gemma Arterton, und Virginia Woolf, gespielt von Elizabeth Debicki.

## Handlung
Der Film beginnt im Jahr 1922. Vita Sackville-West ist eine erfolgreiche britische Schriftstellerin und emanzipierte Frau und lebt mit ihrem bisexuellen Ehemann Harold Nicolson in einer offenen Beziehung. Sie ist ebenfalls bisexuell und verursachte in ihrer Jugend bereits einen Skandal, als sie mit ihrer Geliebten Violet Keppel davonlief. Nachdem Vita den Roman Mrs. Dalloway gelesen hat, ist sie neugierig auf die Schriftstellerin Virginia Woolf und geht zu einer Party mit dem Ziel, Virginia zu treffen. Nach dem Treffen ist sie entschlossen, Virginia besser kennenzulernen, und sie beginnt eine lebhafte und anhaltende Korrespondenz mit ihr. Virginia ist gemeinsam mit ihrem Mann Leonard Woolf Verleger und so lässt Vita ihre Bücher von den beiden verlegen.
Die Beziehung zwischen den beiden Frauen wird immer enger und Vita gesteht Virginia ihre Gefühle. Diese braucht jedoch Zeit, ihre eigenen Gefühle zu verstehen und zu akzeptieren. Letztlich beginnen die beiden Frauen eine romantische Beziehung und wohnen gemeinsam in Vitas Familienresidenz Knole House. Die beiden Ehemänner akzeptieren die Beziehung, raten ihnen jedoch, sie vor der Öffentlichkeit geheim zu halten. Virginia, die zuvor zu Halluzinationen neigte, wird durch die Beziehung emotional gefestigter.
Die Beziehung wird jedoch durch Vitas Untreue gestört. Als Vita auf einer Ausstellung von Vanessa und Clive Bell mit einer anderen Frau auftaucht, verlässt Virginia fluchtartig die Ausstellung. Ihr Mann geht bereits vom Schlimmsten aus, findet sie jedoch in ihrem Arbeitszimmer, wo sie gerade damit beginnt, ihren Roman Orlando zu schreiben. Der Film endet damit, dass Virginia 1935 die Beziehung zu Vita beendet.

## Hintergrund
Vita & Virginia ist eine Produktion von Blinder Films, Mirror Productions, Protagonist Pictures, Mehra Entertainment, LipSync Productions und Screen Ireland. Finanziert wurde er teilweise aus Mitteln des Irish Film Boards. Gedreht wurde ab September 2017 in Irland, unter anderem am Trinity College Dublin, sowie im Vereinigten Königreich, unter anderem am Old Royal Naval College in Greenwich und am Knole House in Sevenoaks.
Der Film basiert auf den Briefen, die sich die beiden Frauen schrieben. Eileen Atkins verarbeitete sie bereits 1993 zu dem Theaterstück Vita & Virginia, aus dem in Zusammenarbeit mit Chanya Button das finale Drehbuch für den Film entstand.
Ursprünglich wurde Eva Green für die Rolle der Virginia Woolf angekündigt; später wurde bekanntgegeben, dass Elizabeth Debicki die Rolle übernehmen würde.
Die Uraufführung erfolgte auf dem Toronto International Film Festival am 11. September 2018. Anfang Juli 2019 lief der Film in den britischen Kinos an. Deutschlandpremiere feierte er auf dem Filmfest München im Juni 2019, Kinostart war am 31. Oktober 2019. Die Rechte für den Vertrieb in Deutschland hatte sich NFP gesichert, noch bevor mit den Dreharbeiten begonnen wurde. Vita & Virginia steht in der englischen Originalfassung mit deutschen Untertiteln zur Verfügung.
Der Film wurde unter anderem auf dem BFI London Lesbian and Gay Film Festival, dem Molodist Filmfestival Kiew, dem Palm Springs International Film Festival und dem OutFest Los Angeles präsentiert und war der Eröffnungsfilm beim Frameline Filmfestival San Francisco.

## Rezeption
Oliver Armknecht beschreibt das historische Paar Vita und Virginia als durchaus spannend, aus seiner Sicht ist dies der Film allerdings nicht. Er bezeichnet die Unterlegung mit moderner Musik als spannende Idee, bemerkt aber, dass „die Liebe der beiden Frauen […] weder emotional noch intellektuell spürbar“ sei und der Film „mit großen Namen protzen kann, ohne selbst wirklich herauszuragen“.
Harald Mühlbeyer schreibt bei Kino-Zeit, dass der Film ein Zeitporträt sei, das eine Zeit, in der Homosexualität verpönt und die Rolle der Frau noch eine ganz andere war, gut beleuchte und dabei den Zuschauer emotional einbinde. Nur mit der Länge zeigt Mühlbeyer sich unzufrieden und schreibt: „Lediglich zum Ende hin wird die Handlung zu lang; ein früheres Filmende zu finden hätte gut getan.“
Der Wertungsaggregator Rotten Tomatoes errechnete aus 89 ausgewerteten Kritiken eine Weiterempfehlungsrate von 42 Prozent und eine durchschnittliche Bewertung von 5,5 von 10 möglichen Punkten.

## Auszeichnungen (Auswahl)
British Independent Film Awards 2019
- Nominierung in der Kategorie Beste Nebendarstellerin für Elizabeth Debicki[14]